# Зубная бляшка
Плотно фиксированное на поверхности зуба образование, способное при определённых условиях создать кислую среду, достаточную для деминерализации эмали. Является зубным отложением. На 10 % состоит из микробов и на 90 % из продуктов их жизнедеятельности — биоплёнки. Отмечено, что на дне такого образования располагаются анаэробы, ответственные за закисление среды в результате своей жизнедеятельности (анаэробный гликолиз заканчивается образованием кислот: молочная кислота, ПВК и др.). Особенностью является то, что именно в зубной бляшке не могут работать буферные системы слюны, которые бы ликвидировали кислую среду, но эти системы не могут пройти через толщу бляшки. Бляшка уже плотнее налёта и её невозможно так же легко счистить.

## Теории механизмовадгезиибактерийкпелликуле

### 1) Электростатические силы
Отрицательный заряд на поверхности бактерий притягивается к положительно заряженным ионам кальция.

### 2) Рецепторная адгезия
Str. Mutans синтезируют декстраны и леваны, которые сродны к гликопротеидам пелликулы, обеспечивая тем самым адгезию.

## Формирование зубной бляшки

### I этап
Адгезия бактерий к пелликуле. Происходит через час после приёма пищи.

### II этап

#### Через 24 часа
Формирование раннего (незрелого) зубного налёта.

#### Через 72 часа
Формирование зрелого зубного налёта.

### III этап
Полное созревание зубного налёта и формирование зубной бляшки. Происходит на 3—7 сутки.

## Микроорганизмы зубной бляшки
- 27 % — факультативные (обязательные) стрептококки (преимущественно Str. Mutans)
- 23 % — факультативные дифтероиды
- 18 % — анаэробные дифтероиды
- 13 % — пептострептококки
- 6 % — вейлонеллы
- 4 % — бактероиды
- 4 % — фузобактерии
- 3 % — нейссерии
- 2 % — вибрионы

## Варианты развития зубной бляшки

### А) снижениеpH
Возникает при повышенном употреблении углеводной пищи. Такое течение заканчивается образованием кариеса. pH снижается ещё и ночью, отсюда возникло выражение «кариес приходит ночью».

### Б) повышение pH
Возникает на фоне повышенной концентрации в слюне ионов кальция, фосфора и других минерализующих компонентов, что способствует тому, что на органической части зубной бляшки крепятся соли кальция, что формирует в дальнейшем зубной камень.

## Роль пелликулы зуба
Установлено, что зубная бляшка не способна сформироваться без наличия пелликулы, что больше в последнее время склоняет научное общество в сторону теории рецепторной адгезии в формировании зубной бляшки.